# Hillesøy kyrka
Hillesøy kyrka (norska: Hillesøy kirke) ligger i samhället Brensholmen på Kvaløya i Tromsø kommun i Troms fylke i norra Norge.

## Kyrkobyggnaden
Första gången en kyrka på Hillesøy omnämns är år 1589 då den var annex under Trondenes. Kyrkplatsen är troligen äldre än så eftersom kyrkan har ett altarskåp från 1480-talet. År 1770 uppfördes en ny träkyrka på platsen. Kyrkan hade en korsformad planform och blev tillbyggd med torn i väster och sakristia i öster. Kyrkan revs på 1880-talet.
Nuvarande kyrka ligger på Brensholmen och är mer centralt placerad i Hillesøy socken. Kyrkan är uppförd år 1889 efter ritningar av arkitekt D.G. Evjen består av ett rektangulärt långhus med ett smalare och lägre kor i öster. Vid långhusets västra kortsida finns kyrktornet med huvudingång.

## Bildgalleri

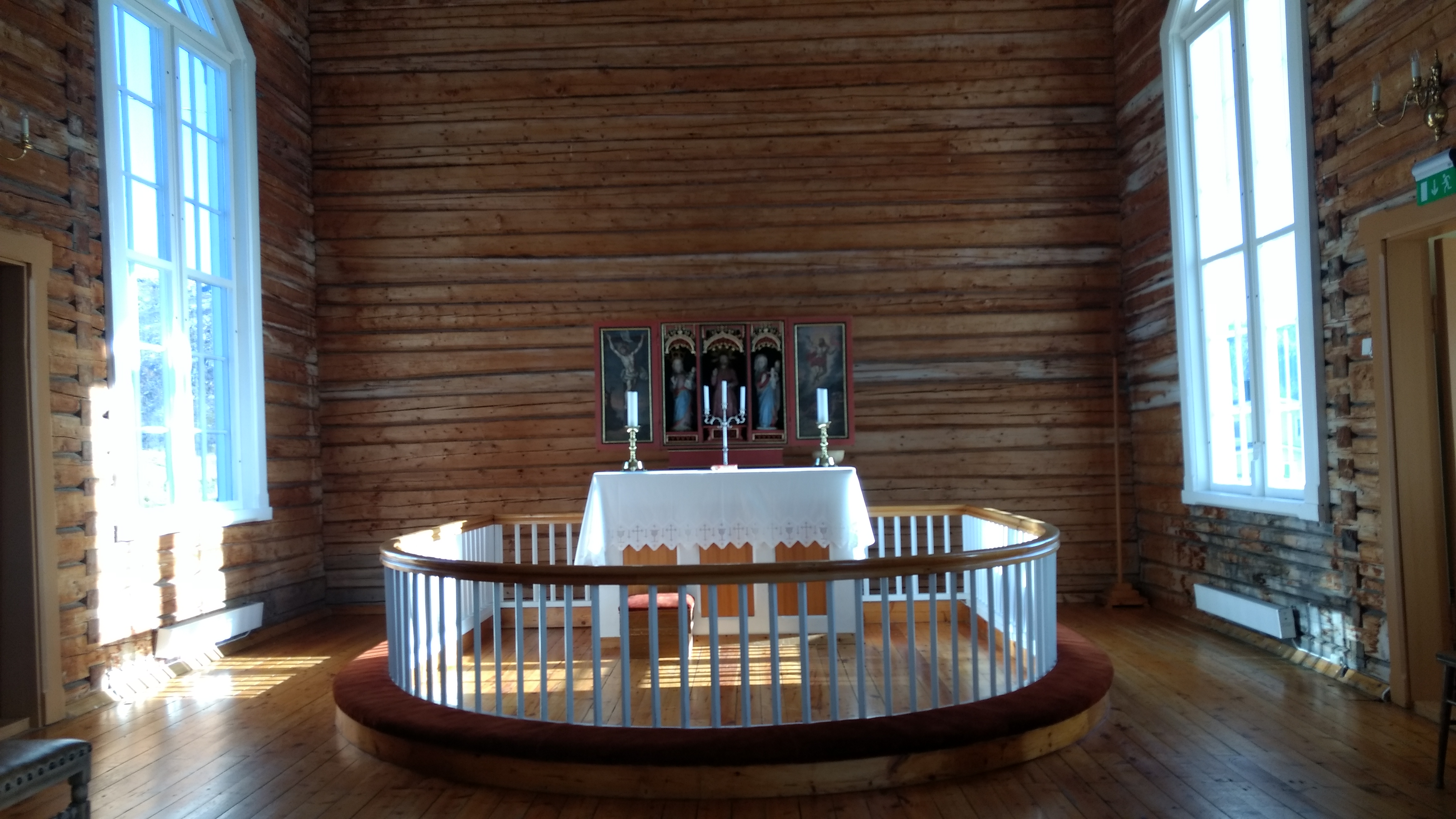
Kor med altare.
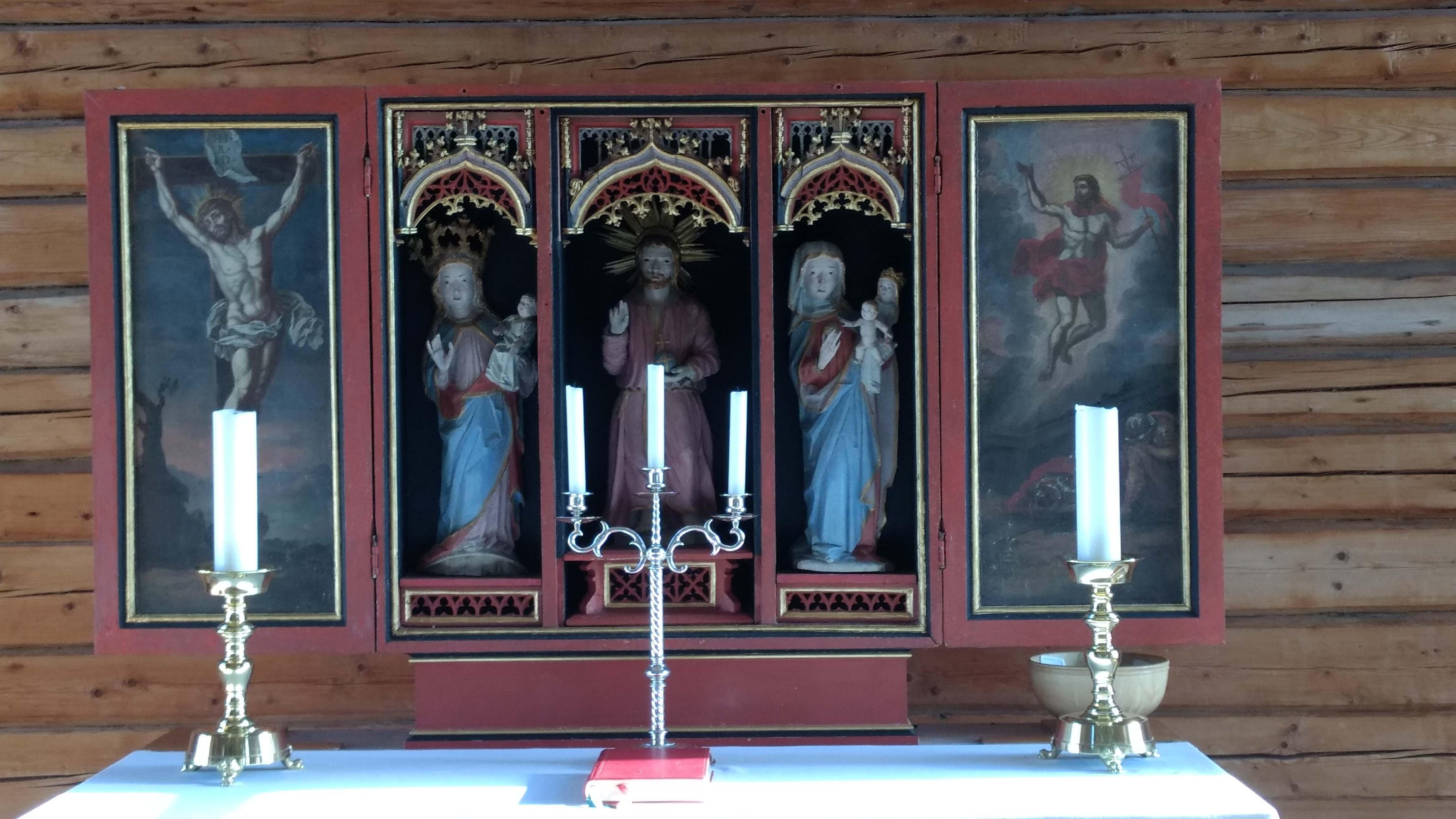
Altartavla.
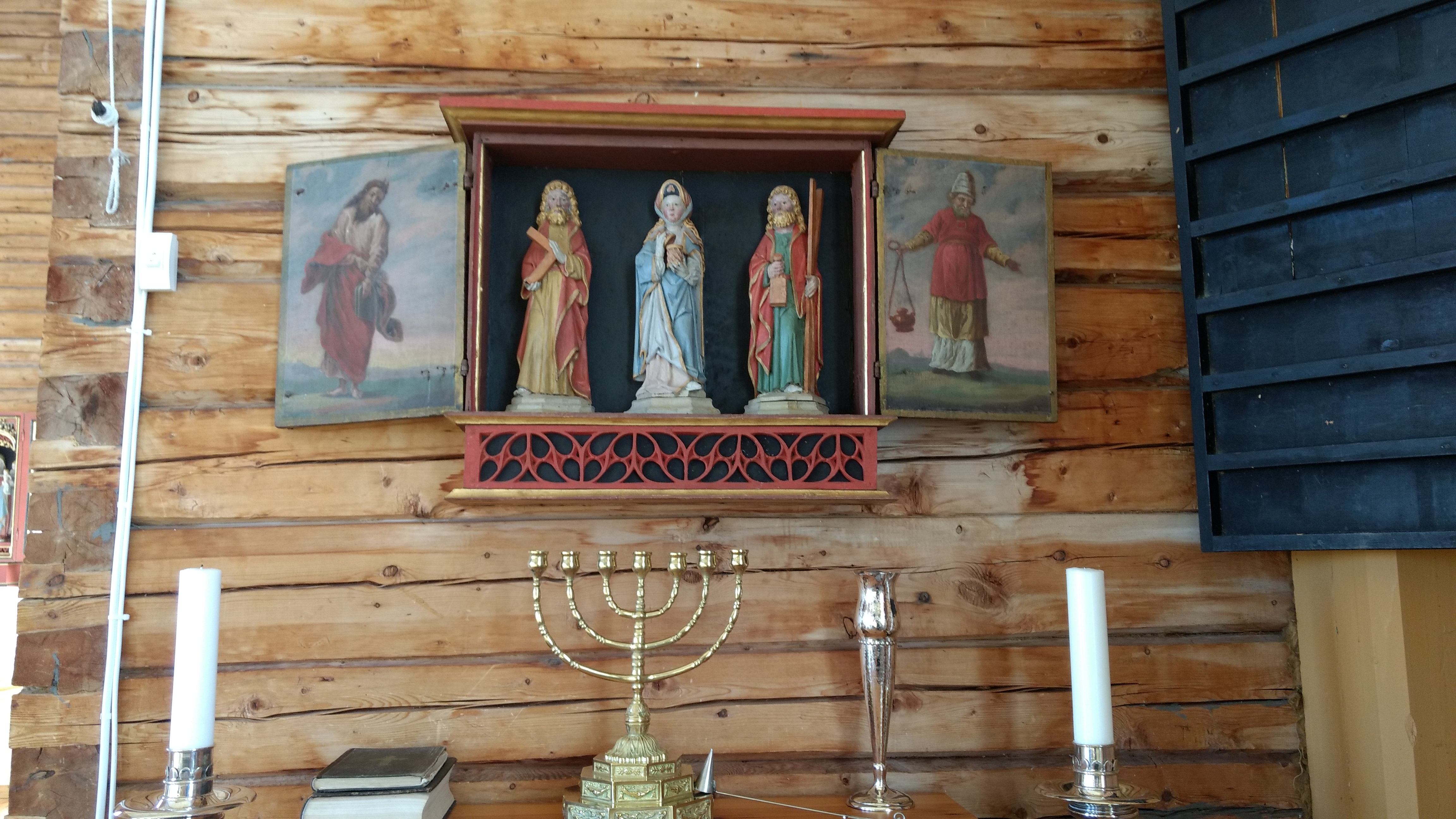
Altarskåp.
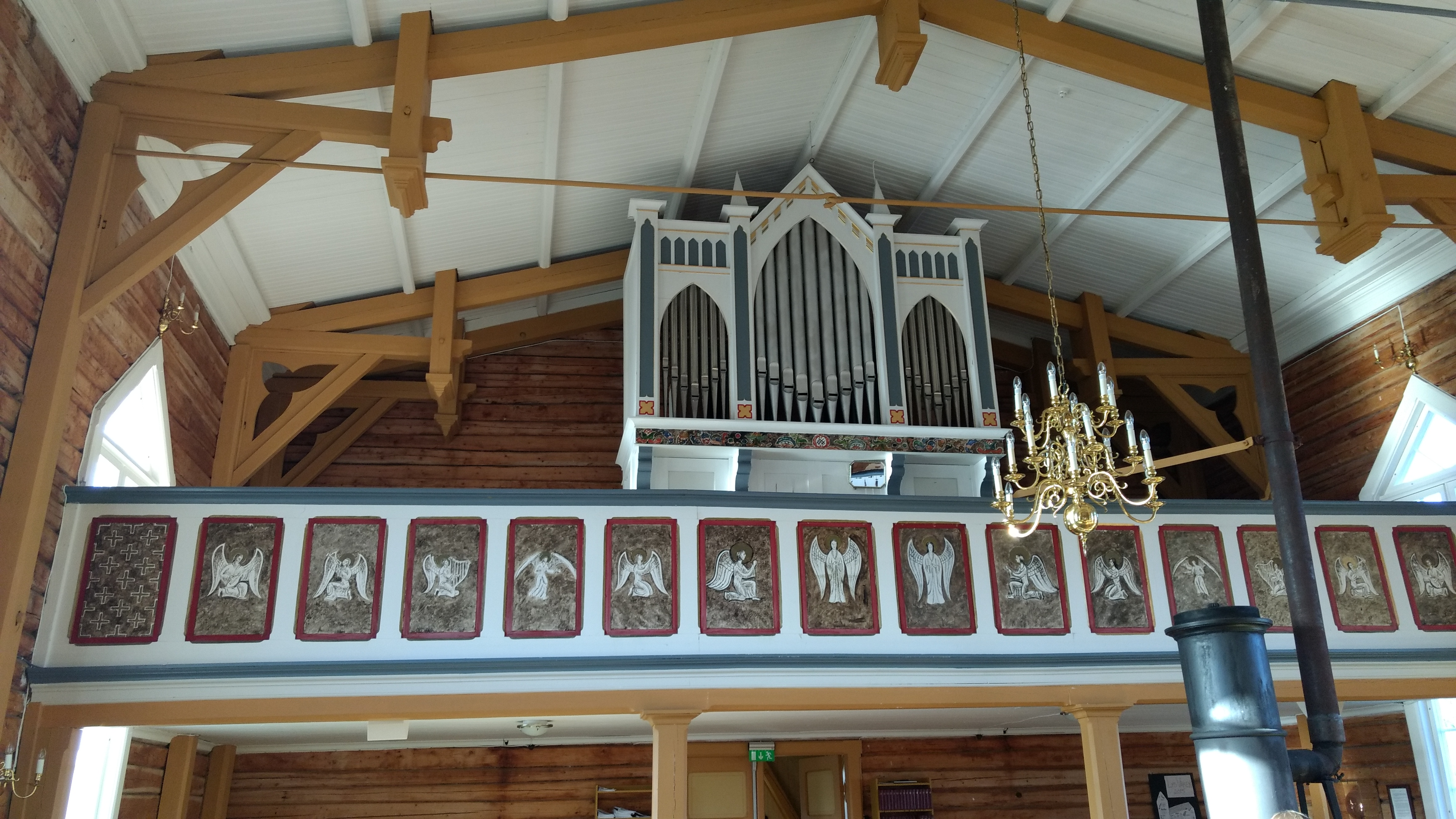
Orgel med orgelläktare.
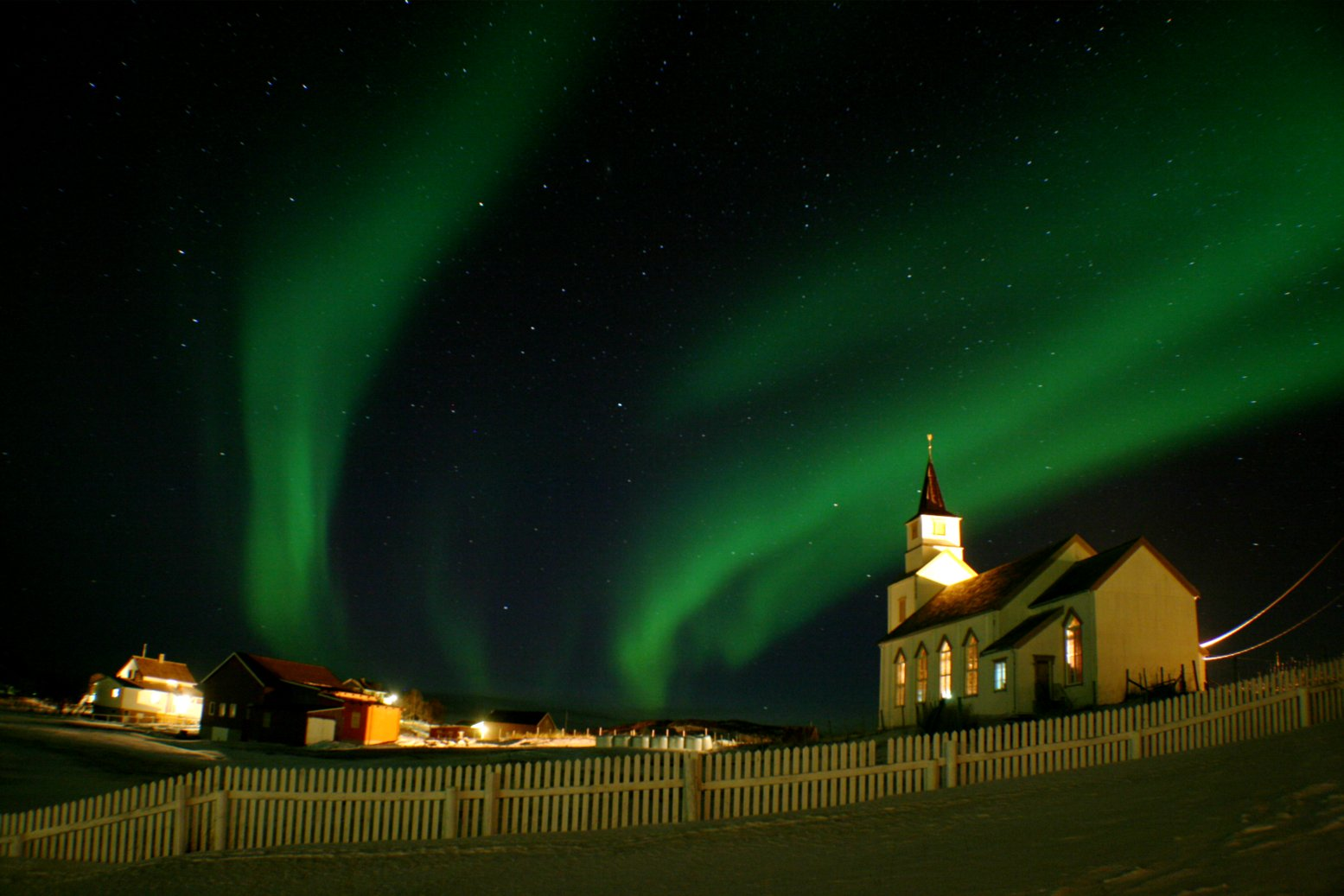
Nattvy med norrsken.